# Cornélie Huygens
Cornélie Huygens, född 1848 i Haarlem, död 1902, var en nederländsk feminist, författare och socialdemokrat. 
Hon var dotter till Gerard William Otto Huygens och Cornelia Adelaide Henriette Elias (1824–1848) och gifte sig 1902 med affärsmannen Ignatius Bernardus Maria Bahlmann (1852–1934). Hennes mor avled strax efter hennes födelse, och hon uppfostrades av sin faster Jeanne Marie Huygens, en vän till feministen Mina Kruseman. 
Tack vare Krusemans kontakter fick Huygens möjlighet att arbeta som journalist och blev känd för sina feministiska artiklar. Hon utgav 1877 sin första roman. 
År 1896 blev Cornélie Huygens den första kvinnliga medlemmen i Nederländernas nybildade socialdemokratiska arbetarparti (SDAP). Hon talade för kvinnlig rösträtt inom SDAP, där denna fråga initialt ansågs underordnad. Hon deltog i den nationella utställningen av kvinnoarbete 1898 och organiserade arbetarkvinnor fackligt. Som författare påpekade hon den ekonomiska betydelsen för kvinnors underordning. Hon talade också för rätten att ha ett förhållande utan att gifta sig. Hon var en starkt aktiv socialistisk ideolog och debattör och blev känd som "röda damen". 
Hon gifte sig 1902 med den tyske affärsmannen Ignatius Bernardus Maria Bahlmann, med vilken hon hade haft ett långvarigt förhållande och som året innan hade tagit ut skilsmässa för hennes skull. Äktenskapet blev dock olyckligt, och Huygens begick senare samma år självmord genom drunkning. 
Cornélie Huygens ihågkoms främst för att i Nederländerna ha lyckats sammanfoga kampen för kvinnors rättigheter, som tidigare främst förts av kvinnor ur överklassen, med kampen för arbetares rättigheter.